# Liste der Naturdenkmale in Walzbachtal
| Naturdenkmale | Anzahl |
| ------------- | ------ |
| FND           | 8      |
| END           | 29     |
| Gesamt        | 37     |

Die Liste der Naturdenkmale in Walzbachtal nennt die verordneten Naturdenkmale (ND) der im baden-württembergischen Landkreis Karlsruhe liegenden Gemeinde Walzbachtal. In Walzbachtal gibt es insgesamt 37 als Naturdenkmal geschützte Objekte, davon acht flächenhafte Naturdenkmale (FND) und 29 Einzelgebilde-Naturdenkmale (END).
Stand: 1. November 2016.

## Flächenhafte Naturdenkmale (FND)
| Name                     | Bild | Kennung     | Einzelheiten | Position | Fläche Hektar | Datum         |
| ------------------------ | ---- | ----------- | ------------ | -------- | ------------- | ------------- |
| Attental                 | BW   | 82150890016 | Walzbachtal  | ⊙        | 0,6           | 22. Aug. 1985 |
| Guter Grund              | BW   | 82150890040 | Walzbachtal  | ⊙        | 1,0           | 22. Feb. 1989 |
| Hungerquelle             |      | 82150890041 | Walzbachtal  | ⊙        | 1,6           | 14. Dez. 1988 |
| Kutscherquelle           |      | 82150890037 | Walzbachtal  | ⊙        | 0,6           | 22. Dez. 1987 |
| Lausquelle Wössingen     | BW   | 82150890017 | Walzbachtal  | ⊙        | 0,3           | 5. Juli 1983  |
| Linsenbäumle             |      | 82150890038 | Walzbachtal  | ⊙        | 0,4           | 22. Dez. 1987 |
| Mönchsbrunnen            | BW   | 82150890019 | Walzbachtal  | ⊙        | 1,0           | 9. Dez. 1987  |
| Sauweg-Hohle             | BW   | 82150890018 | Walzbachtal  | ⊙        | 2,2           | 15. Okt. 1986 |
| Legende für Naturdenkmal |      |             |              |          |               |               |

## Einzelgebilde (END)
| Name                                                 | Bild | Kennung     | Einzelheiten | Position | Fläche Hektar | Datum         |
| ---------------------------------------------------- | ---- | ----------- | ------------ | -------- | ------------- | ------------- |
| Ahorn und Linde an Kruzifix                          | BW   | 82150890004 | Walzbachtal  | ⊙        | 0,0           | 9. März 1987  |
| Binsheimer Brunnen                                   |      | 82150890005 | Walzbachtal  | ⊙        | 0,0           | 9. März 1987  |
| Birnbaum Linkenhorn                                  | BW   | 82150890039 | Walzbachtal  | ⊙        | 0,0           | 22. Feb. 1989 |
| Birnbaum                                             | BW   | 82150890012 | Walzbachtal  | ⊙        | 0,0           | 9. März 1987  |
| Birnbaum                                             | BW   | 82150890013 | Walzbachtal  | ⊙        | 0,0           | 9. März 1987  |
| Eiche am Kapellenschlag                              | BW   | 82150890006 | Walzbachtal  | ⊙        | 0,0           | 9. März 1987  |
| Friedenslinde                                        | BW   | 82150890001 | Walzbachtal  | ⊙        | 0,0           | 9. März 1987  |
| Friedhofslinde                                       | BW   | 82150890002 | Walzbachtal  | ⊙        | 0,0           | 9. März 1987  |
| Kastanie und Linde Maria-Hilf-Kapelle an 2 Kruzifixe | BW   | 82150890003 | Walzbachtal  | ⊙        | 0,0           | 9. März 1987  |
| Kirschbaumallee Gaismezger                           | BW   | 82150890022 | Walzbachtal  | ⊙        | 0,0           | 15. Okt. 1986 |
| Rosskastanie bei der Kirche                          | BW   | 82150890036 | Walzbachtal  | ⊙        | 0,0           | 9. Dez. 1987  |
| Rosskastanie bei der Maria-Hilf-Kapelle              | BW   | 82150890042 | Walzbachtal  | ⊙        | 0,0           | 29. Dez. 2000 |
| Weide                                                | BW   | 82150890014 | Walzbachtal  | ⊙        | 0,0           | 9. März 1987  |
| Zwillingseiche                                       | BW   | 82150890007 | Walzbachtal  | ⊙        | 0,0           | 9. März 1987  |
| 1 Birnbaum am Ammelsberg                             | BW   | 82150890021 | Walzbachtal  | ⊙        | 0,0           | 15. Okt. 1986 |
| 1 Birnbaum am Fordelwald                             | BW   | 82150890025 | Walzbachtal  | ⊙        | 0,0           | 15. Okt. 1986 |
| 1 Birnbaum am Säulingen                              | BW   | 82150890026 | Walzbachtal  | ⊙        | 0,0           | 15. Okt. 1986 |
| 1 Birnbaum im Gefäll                                 | BW   | 82150890029 | Walzbachtal  | ⊙        | 0,0           | 15. Okt. 1986 |
| 1 Kirschbaum am Fordelwald                           | BW   | 82150890024 | Walzbachtal  | ⊙        | 0,0           | 15. Okt. 1986 |
| 1 Pappel im oberen Schifftal                         | BW   | 82150890032 | Walzbachtal  | ⊙        | 0,0           | 15. Okt. 1986 |
| 1 Weide im oberen Schifftal                          | BW   | 82150890031 | Walzbachtal  | ⊙        | 0,0           | 15. Okt. 1986 |
| 2 Birnbäume im Dieterslöchle                         | BW   | 82150890035 | Walzbachtal  | ⊙        | 0,0           | 15. Okt. 1986 |
| 2 Nussbäume Ernstweg                                 | BW   | 82150890027 | Walzbachtal  | ⊙        | 0,0           | 15. Okt. 1986 |
| 2 Rosskastanien bei Feldkreuz Deisentaler Höhe       | BW   | 82150890015 | Walzbachtal  | ⊙        | 0,0           | 9. März 1987  |
| 3 Birnbäume am Fordelwald                            | BW   | 82150890023 | Walzbachtal  | ⊙        | 0,0           | 15. Okt. 1986 |
| 3 Birnbäume am Gefäll                                | BW   | 82150890028 | Walzbachtal  | ⊙        | 0,0           | 15. Okt. 1986 |
| 3 Birnbäume am Hasensprung                           | BW   | 82150890034 | Walzbachtal  | ⊙        | 0,0           | 15. Okt. 1986 |
| 4 Kirschbäume am Kruzifix (Wegkreuzung L 627)        | BW   | 82150890008 | Walzbachtal  | ⊙        | 0,0           | 9. März 1987  |
| 8 Birnbäume im Gondelsheimer Pfad                    | BW   | 82150890033 | Walzbachtal  | ⊙        | 0,0           | 15. Okt. 1986 |
| Legende für Naturdenkmal                             |      |             |              |          |               |               |